# Ripstop

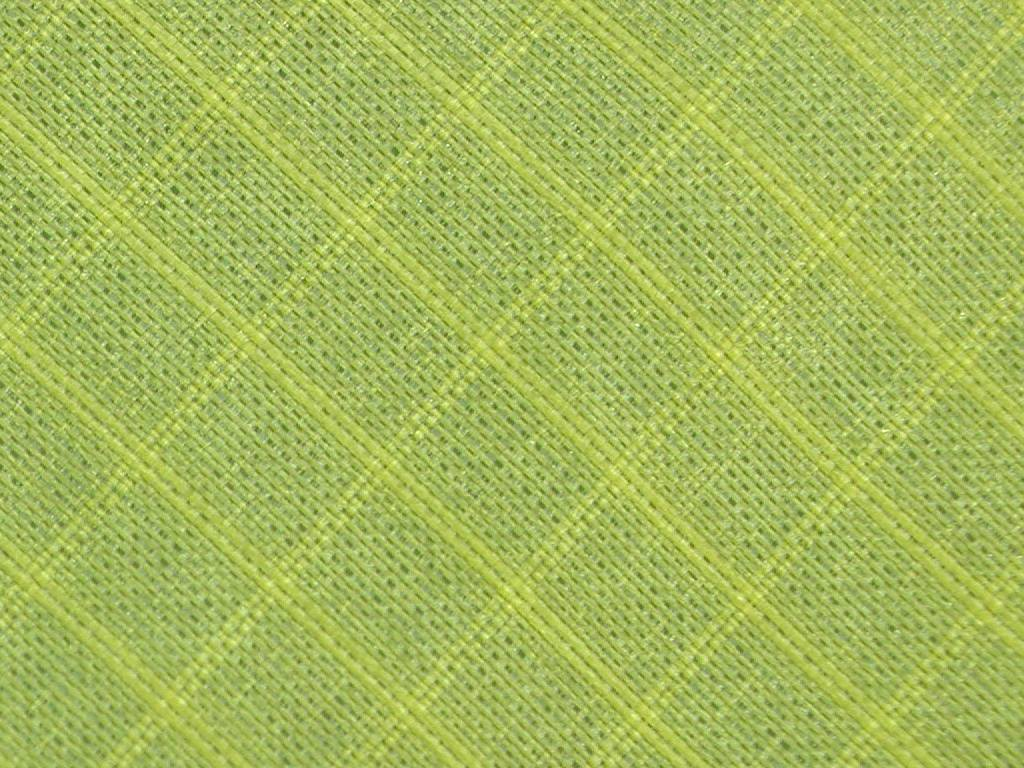
Tissu Ripstop appliqué dans un parapente

Les tissus ripstop sont des tissus tissés, souvent en nylon, utilisant une technique de renforcement qui les rend plus résistants à la déchirure et au déchirement.
Au cours du tissage, des fils de renforcement plus résistants (et souvent plus épais) sont entrelacés à intervalles réguliers selon un motif de hachures. Les intervalles sont généralement de 5 à 8 millimètres. Les tissus ripstop fins et légers ont une structure bidimensionnelle, car les fils plus épais sont entrelacés dans un tissu plus fin. Les tissus ripstop légers plus anciens mettent en évidence les motifs de fils entrelacés plus épais dans le matériau, mais les techniques de tissage plus modernes rendent les fils ripstop moins évidents. Un effet similaire peut être obtenu en tissant deux ou trois fils fins à intervalles plus rapprochés.
Les avantages du ripstop sont le rapport résistance/poids favorable et le fait que les petites déchirures ne s'étendent pas facilement. Les fibres utilisées pour fabriquer le ripstop sont le coton, la soie, le polyester et le polypropylène, le nylon se limitant souvent aux fils hachurés qui le rendent résistant à la déchirure.

## Applications

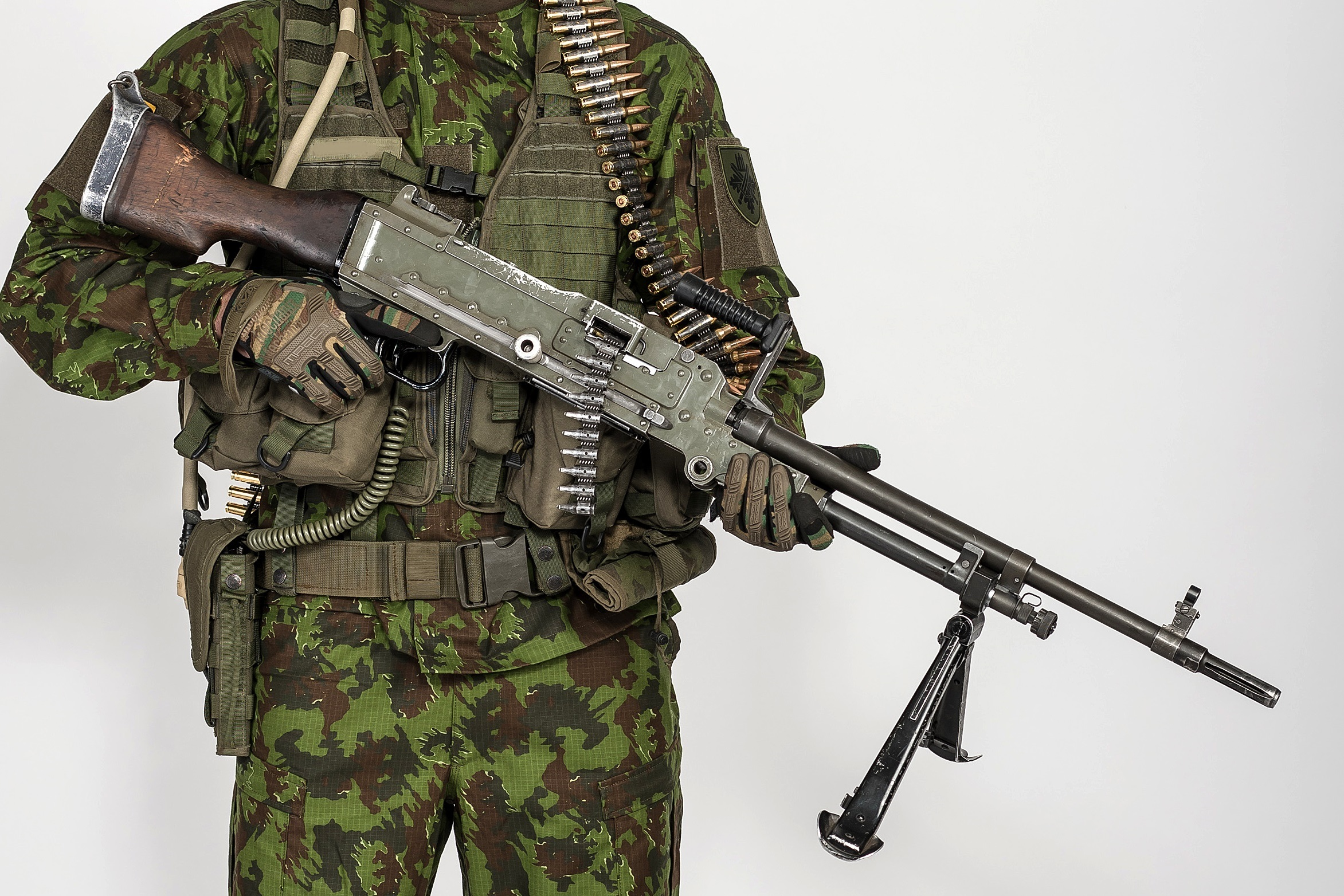
Tissu ripstop utilisé dans un uniforme de combat

Les tissus ripstop sont utilisés dans les voiles de yacht et les spinnakers, les montgolfières, les wingsuits, les cerfs-volants, les modèles de vol libre, les parachutes et les jupes d'aéroglisseurs. Les équipements de camping de haute qualité tels que les tentes légères, les sacs de couchage et les hamacs de camping ont tendance à utiliser le ripstop afin de réduire l'usure de leurs tissus qui sont en contact direct avec le sol ou le vent. Les drapeaux, bannières et autres applications nécessitant un tissu léger et solide utilisent également le ripstop. Les renforts ripstop sont incorporés dans des tissus plus lourds nécessitant une durabilité extrême, tels que ceux utilisés dans les uniformes de combat de l'US Army (Army Combat Uniform) , les vêtements de protection en Nomex pour les pompiers et autres vêtements de travail, les uniformes de jiu-jitsu brésilien, les vêtements de sport et de plein air, les sacs à dos et les sacs à bagages. Les pièces auto-adhésives en ripstop sont utilisées pour réparer les déchirures d'autres tissus.
Les parachutes de siège éjectable fabriqués en ripstop sont tissés avec un tissu élastique de sorte qu'ils s'étirent pour laisser passer plus d'air à grande vitesse. Lorsque le siège éjectable ralentit, le tissu se referme et agit comme un parachute conventionnel. Cela permet au siège du pilote de ralentir doucement, en évitant la compression qui pourrait entraîner des lésions de la colonne vertébrale.

## Nylon ripstop

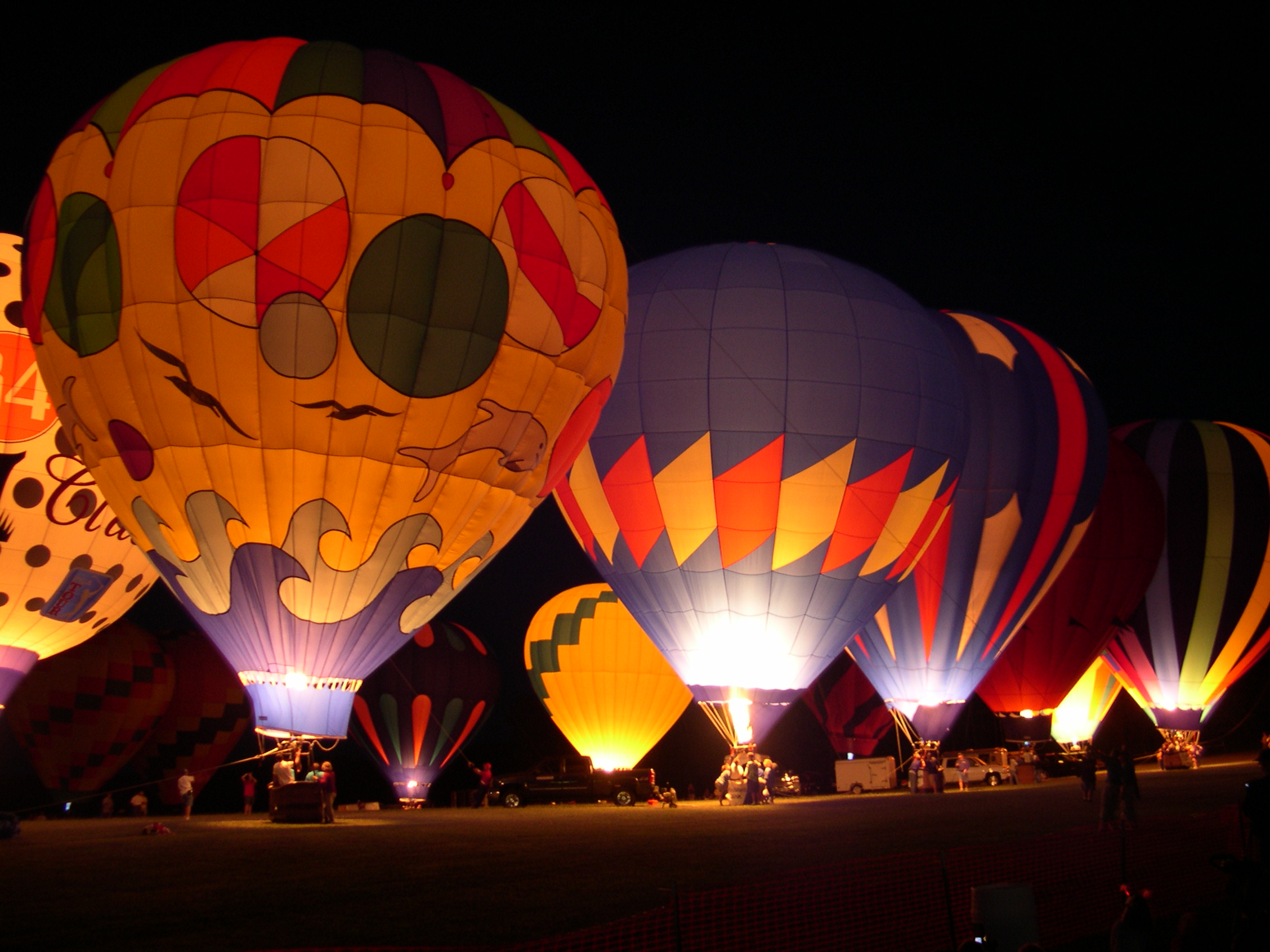
Le nylon ripstop est le principal matériau utilisé dans les montgolfières

Le nylon ripstop est un tissu léger en nylon avec des fils de renforcement ripstop entrelacés dans un motif de hachures croisées. Ce matériau existe dans de nombreuses couleurs, tailles et épaisseurs différentes. Il est tissé avec des fils de chaîne et de trame grossiers et résistants, à intervalles réguliers, de sorte que les déchirures ne s'étendent pas.
Le nylon ripstop peut être imperméable, résistant à l'eau, résistant au feu ou avoir une porosité nulle (il ne laisse pas passer l'air ou l'eau), et il existe en poids léger, moyen et lourd. Les textures vont d'un matériau doux et semblable à de la soie à un tissu croustillant ou rigide qui fait le bruit d'un sac en papier lorsqu'on le déplace.
Le nylon a été développé pendant la Seconde Guerre mondiale pour remplacer la soie dans la fabrication des parachutes.

## Polyester ripstop
Le polyester ripstop est similaire au nylon ripstop mais diffère par la composition chimique des fibres utilisées pour le tisser. Il est utilisé dans la fabrication des voiles de parapente et des cerfs-volants.